# Xylophanes maculator
Espèce
Xylophanes maculator est une espèce de lépidoptères de la famille des Sphingidae, de la sous-famille des Macroglossinae, tribu des Macroglossini, sous-tribu des Choerocampina, et du genre Xylophanes.

## Description
L'imago
L'envergure varie autour de 65 à 75 mm. La partie supérieure du corps présente une paire caractéristique de lignes longitudinales brun foncé, subdorsales, qui s'étendent de la tête, sur le prothorax, le long du bord interne de la tegula, à travers le métathorax et le long de l'abdomen comme une bande latérale. La ligne dorsale de l'abdomen est bordée par une paire de fines lignes brun foncé mises en évidence sur les bords postérieurs des tergites par de petites taches. Les ailes antérieures sont relativement courtes et la marge externe est droite et l'apex faiblement falciforme. La couleur de la face dorsale de l'aile antérieure est brune et la tache discale est petite et noire, immédiatement au-delà de laquelle se trouve un nuage noir de forme variable. Les premières à troisièmes lignes postmedianes sont étroites (la première est parfois plus franche que les deux autres et rectiligne sur toute sa longueur). La quatrième ligne postmediane est la plus nette et la zone entre celle-ci et la cinquième ligne postmediane est orangé. La cinquième ligne postmediane est interrompue. La marge interne distale à la quatrième ligne postmediane est ombrée de noir.
La chenille
Les première stades sont verts et bruns. Les yeux sont noirs avec un point blanc bleuté. Elle y a une ocelle jaune terne. La queue est noire avec un gonflement à la base. Il y a de fins points jaunes qui sont espacés sur le corps. Le dernier stade est gris noir.

## Biologie
Les imagos volent toute l'année.
Les larves se nourrissent sur les Rubiaceae (Psychotria nervosa et Psychotria horizontalis), les Fabaceae (Inga vera),  les Malvaceae et les Dilleniaceae (Tetracera volubilis)

## Distribution et habitat
Distribution
L'espèce est connue au Mexique et au Belize, en Equateur, au Venezuela et en Bolivie.

## Systématique
L'espèce Xylophanes maculator a été décrite par l'entomologiste français Jean-Baptiste Alphonse Dechauffour de Boisduval en 1875, sous le nom initial de Chaerocampa maculator.

### Synonymie
- Chaerocampa maculator Boisduval, 1875 Protonyme
- Chaerocampa moeschleri Erschoff, 1877
- Choerocampa wolfi Druce, 1883
- Xylophanes linearis Clark, 1935